# Khoshila khan
Khoshila khan eller Kejsar Mingzong, född 22 december 1300, död 30 augusti 1329, var en mongolisk kejsare i den kinesiska Yuandynastin. Khoshila khan regerade Kina under sex månader från februari till augusti 1329 då han blev mördad. Hans personliga namn var Kusala Borjigin.
Khoshila khans yngre bror Tugh Temür khan tillträdde efter att den tidigare nioåriga barnkejsaren Aragibag khan i oktober 1328 plötsligt försvann efter att sannolikt blivit mördad. En maktstrid utbröt mellan Khoshila khan och Tugh Temür khan som ledde till att Khoshila khan tog makten 27 februari 1329 fram till att han blev mördad 30 augusti 1329 av tjänsteman El Temür då Tugh Temür khan återtog makten.

## Regeringsperioder
- Tianli (天历) 1328–1329[6]